# Lăpuș (okręg Marmarosz)
Lăpuș – wieś w Rumunii, w okręgu Marmarosz, w gminie Lăpuș. W 2011 roku liczyła 3709 mieszkańców.